# Кварк
Кваркови (енг. quark, назив који је увео амерички физичар Мари Гел-Ман по речи из Џојсовог романа Бдење над Финеганом) су елементарне честице које сачињавају протоне, неутроне, и све остале сложене честице тј. хадроне, нуклеоне, мезоне... Кваркови су честице које имају спин 1/2 као и све остале честице материје али имају електрични набој од 1/3 е или 2/3 е. Поред спина и наелектрисања имају и особину која се зове боја и она може имати 3 основне вредности. Граде теже честице тако што се повежу 3 кварка - хадрони, нуклеони - у безбојну комбинацију или тако да се повежу 1 кварк и 1 антикварк исте боје чинећи при томе безбојну честицу. Кваркови су по физичким мерилима изузетно масивне честице. Кваркова има 6 врста:   и  кварк чине цео космос јер су они облик кваркова са најмањом масом и према томе најмањом енергијом тј. најстабилнији су. Сви остали кваркови су добијени у акцелераторима честица при врло великим енергијама на врло мале делове времена. Сви остали кваркови су много масивнији од up и down и они граде егзотичне врсте тешких честица, које се распадају на мање масивне после пар милисекунди. Колико се сада зна кваркови су честице које можда уопште немају димензије, али се као горња граница за њихов пречних узима граница од 10−17 m. Кваркови се никад не могу наћи изоловани већ само повезани у честице које су безбојне, јер што су даље кваркови један од другог, то је сила између њих јача, али и ако се честици сачињеној од кваркова преда довољно енергије за раскидање везе између кваркова, та енергија ће се претворити у још једну безбојну честицу сачињену од кваркова.
Кварк је елементарна честица саставница хадрона, електричног набоја ±e/3 или ±2e/3, подложна јаком међуделовању. Све до открића Ω– честице кварковима се придељивало чисто математичко значење. Прве назнаке њихове физичке стварности (реалности) појавиле су се у експериментима дубоко нееластичног распршења електрона на протонима, на Станфордском линеарном убрзивачу честица 1962. Опажање распршења под великим угловима (каква су пре опажена у Рудерфордовим експериментима распршења алфа-честица на листићима злата) упућивало је на постојање тврдих тачкастих „језгара” унутар протона. Слични експерименти спроведени потом неутринским сноповима на CERN-у несумњиво су потврдили да је реч о честицама трећинског електричног набоја и полуцелоа спина. За истраживања путем дубоко нееластичних распршења којима су установљени кваркови додељена је Нобелова награда за физику 1990. године X. A. Фридманu, Х. В. Кендалу i Р. Е. Тејлору.
Године 1974. откривен је ц-кварк (Нобелова награда 1976. Б. Рихтеру и Семјуел Ч. Ч. Тингу за откриће J/ψ мезона). Следило је и откриће b-кварка (1977) и t-кварка (1994). Тиме је био заокружен скуп кваркова који с лептонима чине темељне градивне блокове опажене материје (физика елементарних честица). Реч је о честицама спина 1/2, које се појављују у различитим врстама, укусима, сврстаним у породице или нараштаје. Материје које нас окружују изграђене су од горњега и доњега кварка (u и d, од енгл. up и down) првог нараштаја. Такав узорак с доњим кварком електричнога набоја (–1/3)e и горњим кварком набоја (+2/3)e понавља се у другом нараштају с кварковима страног и чаробног укуса (s и c, од енгл. strange и charm) те кварком лепоте и истине (b и t, од енгл. beauty и truth) трећега нараштаја. Сваки се од наведених кваркова појављује у три боје. Те се боје схватају као набоји на које се вежу глуони, преносници јакога међуделовања описаног квантном хромодинамиком.
На малој међусобној удаљености (мањој од 10−15 метара) кваркови се крећу као слободне честице, а на већим удаљеностима делују изузетно великим привлачним силама те се због тога не могу издвојити из хадрона као засебне честице (асимптотска слобода).

## Кваркови и лептони
Занимљива је чињеница да попис свих елементарних честица које изграђују сву материју у свемиру једноставно стане на један лист папира. Према стандардном моделу тих елементарних честица има укупно 12. Оне су подељене у две групе честица које се називају кваркови и лептони. Постоји 6 кваркова и 6 лептона (једним именом се називају фермиони).
| Кваркови            | Лептони                   |
| ------------------- | ------------------------- |
| Горњи (u – енг. )    | Електрон (e-)              |
| Доњи (d – енг. )     | Електронски неутрино (𝜈𝑒) |
| Чаробни (c – енг. )  | Мион (𝜇−)                 |
| Страни (s – енг. )   | Мионски неутрино (𝜈𝜇)     |
| Вршни (t – енг. )    | Тау лептон (𝜏)            |
| Дубински (b – енг. ) | Тау неутрино (𝜈𝜏)         |

Електрон је један од градивних блокова атома и честица која је одговорна за електричну струју у електричном проводнику. Електрон је елементарна честица, што значи да нема унутрашњу подструктуру. Свих 12 честица у табели горе сматрају се елементарним честицама. Изненађујуће је то да се протон и неутрон не спомињу у тој табели.
Сва материја сачињена је од атома, сваки атом је сачињен од негативно набијених електрона који круже око мало, тешког, позитивно наелектрисаног атомског језгра. С друге стране, језгро атома се састоји од протона, који имају позитиван електрични набој, и неутрона, који су без набоја. Ако је износ набоја протона исти као и код електрона (али супротног предзнака), неутрални атом ће садржавати једнак број протона у језгру и електрона у орбити. Број неутрона је обично исти као и број протона, али може бити мало другачији дајући тако различите изотопе атома.
Као што се пре веровало да је атом основна градивна јединица материје, а затим је откривено да се састоји од још елементарнијих честица: електрона, протона и неутрона, исто тако сада зна да протони и неутрони нису елементарне честице, али електрон је био и остао елементаран. Протони и неутрони су сачињени од комбинације горњих и доњих кваркова. Будући да имају унутрашњу подструктуру, не могу се сматрати елементарним честицама. Протон се састоји од два горња и једног доњег кварка, а неутрон од два доња и једног горњег кварка. То се може приказати на следећи начин:
{\displaystyle {\mbox{p}}={\mbox{u}}{\mbox{u}}{\mbox{d}}}
{\displaystyle {\mbox{n}}={\mbox{d}}{\mbox{d}}{\mbox{u}}}
Будући да протон носи електрични набој, неки од кваркова такође морају бити наелектрисани. Међутим, исти кваркови, само у другој комбинацији, постоје и унутар неутрона који је без набоја. Због тога се набоји кваркова морају сабирати у комбинацији која чини протон, а поништити у комбинацији која чини неутрон. Означи ли се набој горњег кварка са 𝑄𝑢 и набој доњег кварка са 𝑄𝑑, добија се следеће:
{\displaystyle {\mbox{p}}({\mbox{u}}{\mbox{u}}{\mbox{d}})_{naboj}=Q_{u}+Q_{u}+Q_{d}=1}
{\displaystyle {\mbox{n}}({\mbox{d}}{\mbox{d}}{\mbox{u}})_{naboj}=Q_{d}+Q_{d}+Q_{u}=0}
Ове две једначине су једноставне за решавање, узимајући у обзир да су набоји горњег и доњег кварка редом:
{\displaystyle Q_{u}=+{\frac {2}{3}}}
{\displaystyle Q_{d}=-{\frac {1}{3}}}
Треба само напоменути да је у горњим једначинама кориштен договор који поставља да набој протона износи +1, док у стандардним јединицама приближно износи 1,6∙10−19 C (кулон). Овај набој протона назива се још и елементарним набојем и означава се словом 𝑒.
До открића кваркова, физичари су сматрали да електрични набој може бити само целобројни умножак елементарног набоја. Тако електрон има електрични набој −𝑒, протон +𝑒, језгро хелијума +2𝑒 и тако даље. Кваркови, зависно од врсте, имају само део елементарног набоја: +2/3𝑒 или −1/3𝑒. Будући да кваркови не постоје самостално, већ долазе увек у комбинацији два или три кварка, у природи никад није запажено постојање честице с набојем мањим од једног елементарног набоја. Честице састављене од 3 кварка називају се барионима, док се мезонима називају честице које се састоје од парног броја кваркова и антикваркова. У доњој табели, која показује начин на који су кваркови груписани у генерације, сви кваркови у првом реду имају набој +2/3, а у другом реду −1/3. Ово груписање кваркова у генерације строго прати поредак којим су кваркови откривени.
|      | Прва генерација | Друга генерација | Трећа генерација |
| ---- | --------------- | ---------------- | ---------------- |
| +𝟐/𝟑 | Горњи ()        | Чаровни ()       | Вршни ()         |
| -1/𝟑 | Доњи ()         | Страни ()        | Дубински ()      |

Сва материја у свемиру састоји се од атома, дакле од протона и неутрона, стога су горњи и доњи кваркови највише заступљени кваркови у свемиру. Остали кваркови су пуно масивнији (маса кваркова расте како се иде од прве према другој и трећој генерацији) и пуно ређи. Међутим, раније у еволуцији свемира материја је била далеко енергичнија, стога су масивнији кваркови били много чешћи и имали су значајну улогу у реакцијама које су се догодиле.
Од лептона најпознатији је електрон, стога су лептони највише и проучавани будући да се својства електрона огледају у миону и тауону. Ова три лептона имају исти електрични набој и мало тога, осим масе, разликује електрон од миона и тауона. Једина очита разлика је у томе што се мион и тауон могу распадати на друге честице (из прве и друге генерације лептона и њихове античестице), док је електрон стабилна честица.